# Alain Thiry
Alain Thiry, né le 7 décembre 1943 dans le 2e arrondissement de Lyon et mort le 28 janvier 2015 à Vénosc (Isère), est un footballeur français.

## Carrière
Formé à l'Olympique lyonnais, il fait sa première apparition en équipe première lors de la Coupe de France 1964-1965. Il évolue ensuite plusieurs saisons en troisième division avec l'équipe réserve, avant de retrouver la première division de 1970 à 1975. 
Il joue 32 matchs de Division 1 et deux matchs lors de la Coupe UEFA 1974-1975. Évoluant au milieu de terrain ou en défense, il est le partenaire de Fleury Di Nallo et de Bernard Lacombe.
Il termine sa carrière en deuxième division au Stade athlétique spinalien de 1977 à 1979.
Il devient par la suite recruteur au centre de formation de l'Olympique lyonnais, et responsable de plusieurs équipes de jeunes avant de prendre sa retraite en juin 2003.